# Llengües tucanes
Les llengües tucanes o tucano (també escrit tukano o tukáno) formen una família lingüística difosa per Colòmbia, Brasil, Equador i el Perú.

## Contacte
Segons Jolkesky (2016) el contacte de llengües ha donat origen a similituds lèxiques entre el tucano i les famílies arutani, páez, sapé, taruma, witoto, sàliba, ticuna-yurí, pano, barbacoa, bora i chocó. D'ací ha sorgit la hipòtesi macrotucana.

## Classificació

### Chacon (2014)
Hi ha uns 24 llengües tucanes:
Tucano occidental
- ? Cueretú †
- Napo
  - Orejón (M'áíhɨ̃ki, Maijiki, Coto, Koto, Payoguaje, Payaguá, Payowahe, Payawá)
  - Correguaje-Secoya
    - Correguaje (Koreguaje, Korewahe, Caquetá)
    - Siona – Secoya
      - ?Macaguaje (Kakawahe, Piohé) †
      - Siona (Siona, Sioni, Pioje, Pioche-Sioni, Tetete)
      - Secoya (Piohé, Secoya, Siona-Secoya)
      - ?Tama †

Tucano oriental
- Meridional
  - Tanimuca (retuarã)
  - ?Yauna (jaúna, yahuna, yaúna) †
- Occidental
  - Barasana – macuna
    - Macuna (buhagana, wahana, makuna-erulia, makuna)
    - Barasana (barasano meridional, paneroa, eduria, edulia, comematsa, janera, taibano, taiwaeno, taiwano)

  - Cubeo-Desano
    - Cubeo (Cuveo, Kobeua, Kubewa)
    - Yupua – Desano
      - ?Yupuá †
      - Desano - Siriano
- Oriental
  - Central
    - Tucano (tukana, dasea)
    - Waimaha – Tatuyo
      - Waimajã (bara, barasano septentrional)
      - Tatuyo

  - Septentrional
    - Kotiria – Piratapuyo
      - Guanano (wanana, wanano, kotedia, kotiria, wanana-pirá)
      - Piratapuyo (waikina, uiquina)

    - Pisamira – Yuruti
      - Pisamira – Carapana (carapano, karapana)
      - Tuyuca – Yuruti
        - Tuyuca (tejuca, teyuka, tuyuka, bara, barasana)
        - Yurutí

També inclou la llengua extinta i no classificada miriti
La majoria d'aquestes llengües es parlen o parlaven a Colòmbia.

### Jolkesky (2016)
Classificació interna segons Jolkesky (2016):
- Tucano occidental
  - Kueretu: Kueretu †
  - Tucano occidental central
    - Mai Huna: Mai Huna
    - Koreguaje-Pioje
      - Koreguaje-Tama
        - Koreguaje: Koreguaje
        - Tama: Tama †

      - Pioje
        - Makaguaje: Macaguaje †
        - Sekoya: Secoya
        - Siona: Siona
        - Tetete: Tetete †
- Tucano oriental
  - Tanimuka-Retuarã-Yahuna: Tanimuka; Retuarã; Yahuna
  - Tukano oriental occidental
    - Kubeo-Desano
      - Kubeo: Cubeo
      - Desano-Yupua
        - Desano-Siriano: Desano; Siriano
        - Yupua: Yupua †

    - Makuna-Barasano-Eduria: Macuna; Barasano; Eduria

  - Tukano oriental oriental
    - Tukano-Tatuyo
      - Tukano: Tukano
      - Tatuyo-Bara-Waimaha
        - Tatuyo: Tatuyo
        - Bara-Waimaha: Bara; Waimaha

    - Tuyuka-Wanano
      - Wanano-Piratapuyu
        - Wanano: Wanano
        - Piratapuyo: Piratapuyo

      - Tuyuka-Karapanã
        - Karapanã-Pisamira: Karapanã; Pisamira
        - Tuyuka-Yuruti: Tuyuka;Yuruti

## Vocabulari
Loukotka (1968) enumera el següent vocabulari bàsic.
| llengua      | branca     | cap       | ull       | mà       | u         | dos         | tres        |
| ------------ | ---------- | --------- | --------- | -------- | --------- | ----------- | ----------- |
| Tucano       | I          | dex-póa   | kaxpéri   | tomógha  | nĩkáno    | peáro       | itiáro      |
| Uaíana       | I          | dé-paue   | kape      | oama     | ikãpeleko | peápeleko   | itiapeleko  |
| Tuyuca       | I          | déx-píu   | kaxfea    | uamo     | txixkálo  | peálo       | ixtiéro     |
| Waikína      | I          | dax-púa   | káxfea    | umuká    | axkakiró  | péaro       | tíaro       |
| Uantya       | I          |           | kapéga    | uamó     |           |             |             |
| Bará         | I          | dex-féa   | kapéka    | anó      | hixkága   | peága       | tixtíaga    |
| Uanána       | I          | dax-púa   | kaxpádi   | dapáro   | kéliã     | peáro       | tíaro       |
| Uasöna       | II         | de-póue   | káxea     | oámu     | hikálo    | peálo       | itíalo      |
| Tsölá        | II         | rix-fóa   | kuíri     | ámo      | híkã      | péga        | ixtíale     |
| Urubu-Tapuya | II         |           | re-kapeã  | uamon    |           |             |             |
| Pamöä        | II         | rea-poá   | kapé      | uamon    |           |             |             |
| Patsoca      | II         |           | kapé      | uamó     |           |             |             |
| Möxdöá       | II         | rea-poa   | kapea     | oamó     | hikän     | pángara     | éteaná      |
| Sära         | Sära       | lix-hóga  | káxea     | áma      | hohogá    | héaga       | ediaga      |
| Omöá         | Sära       | dix-hóga  | káxea     |          | hóga      | héaga       | ediago      |
| Buhágana     | Sära       | tix-hóga  | kaxea     | ámo      | kohága    | héaga       | ediága      |
| Macuna       | Sära       | ri-hóga   | kaea      | ámo      |           |             |             |
| Erulia       | Erulia     | lix-hóga  | káxfea    | uamó     | kóla      | héãlã       | edíala      |
| Tsölöa       | Erulia     | rix-hóa   | káxea     | ámo      | gohé      | héa         | idía        |
| Palanoa      | Erulia     | lix-hoá   | káxea     | ámo      |           |             |             |
| Cubeo        | Cubeo      | hi-póbe   | hi-yakóli | pubu     | kũinálõ   | pekálõã     | dópekelõã   |
| Dyuremáwa    | Cubeo      | hi-póbi   | dya-kóli  | pilí     | kuináro   | pikáro      | dyobekiro   |
| Hehénawa     | Cubeo      | hi-póbí   | ya-kóli   | pilí     | kwináro   | pikaːro     | yobekiro    |
| Bahúkiwa     | Cubeo      | hí-póbi   | dyá-koli  | pilí     | kuinárõã  | pikárõã     | dyóbekirõã  |
| Desána       | Desána     | dex-púru  | yéle      | mohópama | yũhúge    | péye        | eléye       |
| Chiranga     | Desána     | dix-púlu  | kudiru    | muhá     | uhúpũnu   | perú        | ilerú       |
| Yahuna       | Yahuna     | líupukóa  | hiyakóli  | pitaka   | ínoho     | ípo         | makalaka    |
| Tanimuca     | Yahuna     | dupukoa   | ñákua     | pitaka   |           |             |             |
| Yupuá        | Yupuá      | kúele     | yaːkõá    | múho     | tzyundyá  | axpedyá     | aleddyá     |
| Durina       | Yupuá      | kúrʔ      | díölö     | móhu     | chun      | apáina      | áʔalia      |
| Coretu       | Coretu     | sí-roho   | sia-kokia | muhú     | námare    | nahárakiare | masírakiáre |
| Tama         | Occidental | xixo-pué  | nakoba    |          | teyo      | káyapa      | choteyo     |
| Coreguaje    | Occidental | sixó-pués | nankoká   | xẽte     |           |             |             |
| Amaguaje     | Occidental | zium-bue  | nañka     | hente    | teo       | kayapa      | toazumba    |
| Icaguate     | Occidental |           |           | hente    |           |             | toazumba    |
| Siona        | Occidental | sixum-bué | nankoka   | enté     | teheke    | samú        |             |
| Pjoje        | Occidental | siom-pwö  | nánkoa    | höntö    | tayo      | kayayé      | toasoñé     |
| Cóto         | Occidental | tsíong    | ñákoa     | óteperé  | teyong    | tépe        | báwabwö     |

| llengua      | branch     | aigua  | foc       | sol      | estel    | blat de moro | jaguar   | destral  |
| ------------ | ---------- | ------ | --------- | -------- | -------- | ------------ | -------- | -------- |
| Tucano       | I          | axkó   | pexkáme   | mũhípũ   | yãxkõá   | ohóka        | yaí      | kumé     |
| Uaíana       | I          | óko    | pekáne    | muhĩpü   | yõkõá    | olikaleko    | yéi      | kóme     |
| Tuyuca       | I          | oxkó   | pexkámene | mũhĩphfu | yãxkõá   | ohólika      | yéi      | kumé     |
| Waikína      | I          | axkó   | pexkáka   | axsé     | yapíkoa  | yó           | nodogé   | komé     |
| Uantya       | I          | óko    | pekáme    | muipem   | ñokoam   |              | yahi     | kumúa    |
| Bará         | I          | oxkó   | pexkáme   | mũhífũ   | yöxkóã   | ódixka       | yeído    | kómea    |
| Uanána       | I          | kó     | pxtxáka   | sé       | yapítxoa | iyó          | yaído    | kúma     |
| Uasöna       | II         | óko    | pekáme    | múhípe   | yókóaː   | olíka        | yái      | komé     |
| Tsölá        | II         | óxko   | péro      | múhífú   | yóxkõã   | ohólika      | yái      | kómea    |
| Urubu-Tapuya | II         | óko    | péro      | muipem   | ñokon    | oriká        |          | kumuá    |
| Pamöä        | II         | hokó   | paʔáro    | muipem   | yakopaké | oriká        |          | kumuä    |
| Patsoca      | II         | óko    | pekaró    | muipum   | ñonkóãn  | oriká        | dyahi    | komé     |
| Möxdöá       | II         | okó    | péro      | moépo    |          | áríka        | yáhi     | koméa    |
| Sära         | Sära       | ida    | péame     | ómakani  | yoxkó    | ohólika      | yái      | kómea    |
| Omöá         | Sära       | éde    | heáme     | amakai   | yoxkoá   | ohólika      | yái      | kumá     |
| Buhágana     | Sära       | íde    | héame     | ómãkãyi  | yóxko    | oholika      | yái      | kumá     |
| Macuna       | Sära       | íde    | éa        | úmakanö  | tapia    | áre          | yáiya    |          |
| Erulia       | Erulia     | óxko   | heáme     | mũhihũ   | yõxkóã   | ohólika      | yái      | kumá     |
| Tsölöa       | Erulia     | oxkó   | heáno     | muhíhú   | yoxkó    | ohólika      | yáí      | kúmoa    |
| Palanoa      | Erulia     | óxko   | heáne     | muhíhu   | yoxkó    | ohólika      | yái      | kúmoa    |
| Cubeo        | Cubeo      | okó    | toá       | auiyá    | abiákoa  | ueá          | yauí     | kométako |
| Dyuremáwa    | Cubeo      | okó    | toábo     | avía     | abíakoli | veá          | dyaví    | hoekí    |
| Hehénawa     | Cubeo      | okó    | toábo     | aviá     | abíakoli | veá          | yawí     | hoéki    |
| Bahúkiwa     | Cubeo      | okó    | toaːbo    | aviá     | abiákoli | veá          | dyaví    | hoekí    |
| Desána       | Desána     | dexkó  | peáme     | abé      | néyãxkã  | ohólexka     | ye       | kumé     |
| Chiranga     | Desána     | dexko  | piámeʔe   | abé      | naiukamo | húdeka       | diéche   | kumé     |
| Yahuna       | Yahuna     | ókoa   | peká      | ihía     | tãapíã   | oáka         | yaia     | kómeá    |
| Tanimuca     | Yahuna     | ókoa   | peka      | ayáka    | tapia    | wáka         | yáiya    |          |
| Yupuá        | Yupuá      | déxko  | píele     | aué      | yóxkólo  | óo           | yí       | kúmi     |
| Durina       | Yupuá      |        | pílö      | áwe      | yokolo   | óho          | diwórekö | kúmi     |
| Coretu       | Coretu     | kótapu | hékiekie  | háya     | yákohe   | mitólikere   | híyai    | kumú     |
| Tama         | Occidental | okó    | toá       | enesé    | mañeguai | keá          | edyai    | supo     |
| Coreguaje    | Occidental | óko    | toá       | ense     | mañokó   | weá          | chaí     | supú     |
| Amaguaje     | Occidental | óko    | toa       | ense     | manúko   | bea          | ayroyai  | supó     |
| Icaguate     | Occidental |        | toa       | enze     | mañoko   |              |          |          |
| Siona        | Occidental | oko    | toá       | ensé     | mañoko   | gueá         | ayroxai  | supó     |
| Pjoje        | Occidental | ókó    | towá      | öntsö    | mánioko  | wéa          | yaí      | súpo     |
| Cóto         | Occidental | óko    | towaʔa    | báñi     | túku     | béa          | yái      | dzöʔó    |

## Protollengua
Reconstrucció del proto-tucano segons Chacon (2013):
| paraula                                         | proto-tucano     |
| ----------------------------------------------- | ---------------- |
| tercera persona, gènere masculí                 | *-pi             |
| agouti                                          | *wuɨ             |
| formiga                                         | *meka            |
| peix aracu                                      | *p’ot’ika        |
| armadillo                                       | *pãmu            |
| esquena                                         | *sõkɨ            |
| ratpenat                                        | *ojo             |
| gran                                            | *pahi            |
| mossegar                                        | *kũ              |
| negre                                           | *tj’ĩ            |
| tinta vegetal negra                             | *weʔe            |
| sang                                            | *tj’ie           |
| bufar                                           | *pu-             |
| os                                              | *k’oʔa           |
| trencar                                         | *p’ope (*poa)    |
| pit                                             | *upe             |
| palmera buriti                                  | *neʔe            |
| capibara                                        | *kuetju          |
| Dioscorea alata                                 | *japi            |
|                                                 |                  |
| centpeus o boa                                  | *jãk’i           |
| carbó vegetal                                   | *nitti           |
| greix                                           | *neo             |
| galta                                           | *wajo            |
| masticar                                        | *tj’ãk’ɨ         |
| xili                                            | *p’ia            |
| fred                                            | *tjɨsi           |
| capoc                                           | *jɨi             |
| tallar                                          | *t’ɨtte          |
| dansa ritual                                    | *p’aja           |
| cérvol                                          | *jama            |
| colom                                           | *ƭʃɨ-            |
| ànec                                            | *p’ete           |
| orella                                          | *k’ãp’o          |
| ou                                              | *tj’ia           |
| ancià                                           | *p’ɨkɨ           |
| estructura elevada                              | *kaja            |
| acabar                                          | *pet’i           |
| excrement                                       | *k’ɨt’a          |
| cara                                            | *tj’ia           |
| pare                                            | *pa-kɨ           |
| femení                                          | *-k’o            |
| foc                                             | *peka            |
| peix (?)                                        | *waʔi            |
| pescar, treure, colar                           | *wajo            |
| xarxa de pescar                                 | *p’api           |
| flotar                                          | *paʔja           |
| flor                                            | *k’oʔo           |
| peu                                             | *k’ɨp’o          |
| fruit                                           | *toa             |
| Inga                                            | *p’ene           |
| hort, poblat, fora                              | *wese            |
| recollir                                        | *tʃɨ-a           |
| avi                                             | *jẽkku-          |
| gra de raïm                                     | *ɨʔje            |
| gespa                                           | *taja            |
| blau, verd, immadur                             | *tjɨ̃p’e          |
| mà                                              | *pɨtɨ            |
| cap (part del cos)                              | *tj’ɨpo          |
| pesat                                           | *t’ɨkkɨ          |
| agró                                            | *jahi            |
| forat                                           | *k’ope           |
| calor                                           | *atjɨ            |
| casa, formiguer                                 | *wɨ’e            |
| colibrí                                         | *mimi            |
| jo                                              | *jɨʔɨ            |
| insecte                                         | *tjusi           |
| jaguar                                          | *jai             |
| blauet                                          | *tjãsa           |
| saber                                           | *masi            |
| llac                                            | *tj’itta         |
| terra, territori                                | *jep’a           |
| larva                                           | *p’ekko          |
| cama, genoll, maluc                             | *jɨ̃ka            |
| locatiu                                         | *-t’o            |
| llunyà                                          | *tj’oa           |
| guacamai                                        | *maha            |
| home                                            | *ɨmɨ             |
| mandioca                                        | *kɨi             |
| mico                                            | *takke           |
| mico, coatí                                     | *sisi            |
| mosquit                                         | *mɨte            |
| boca                                            | *tj’ɨse (*jɨ-ʔo) |
| nom                                             | *wãmi            |
| melic                                           | *tʃõp’ɨ          |
| persona gramatical animada que no és la tercera | -p’ɨ             |
| nas                                             | *ɨ̃kʷ’e           |
| paca                                            | *seme            |
| peix pacu                                       | *uhu             |
| <i>Rhynchophorus</i>                            | *pĩko            |
| lloro                                           | *wekko           |
| camí                                            | *maʔa            |
| pècari                                          | *tjẽse           |
| penis                                           | *no-             |
| gent                                            | *p’ã-tjã         |
| planta, plantar                                 | *otte            |
| verí                                            | *tjima           |
| ceràmica, terrissa, olla                        | *sot-            |
| pupunha                                         | *ɨne             |
| vermell                                         | *sõʔa            |
| riu                                             | *tj’ia           |
| arrel                                           | *t’ɨ̃k ’o         |
| fregar                                          | *sĩk’e           |
|                                                 |                  |
| dormir                                          | *kã-             |
| fumar carn                                      | *sɨʔjo           |
| serp                                            | *ãja             |
| aranya                                          | *p’ɨpɨ           |
| esperit, ancestral                              | *wãtti           |
| prémer                                          | *p’ipo           |
| aturar                                          | *nɨk’V           |
| pedra                                           | *k’ɨ̃ta           |
| pal, porra                                      | *tu-tu           |
| inflar                                          | *p’upi           |
| tapir                                           | *wekkɨ           |
| termita                                         | *p’utu           |
| espina                                          | *pota            |
| tres                                            | *ɨt’ia           |
| tro                                             | *wɨ̃po            |
| gripau                                          | *p’opa           |
| tabac                                           | *mɨt’o           |
| formiga tocandira                               | *piata           |
| llengua (òrgan), fetge                          | *tj’eme          |
| dent                                            | *k’õpi           |
| tortuga                                         | *k’oɨ            |
| tucà                                            | *tj’ase (?)      |
| peix traira                                     | *t’oje           |
| arbre                                           | *tjũkkɨ          |
| orinar                                          | *k’one           |
| bixa                                            | *p’õsa           |
| esperar                                         | *kʷɨt’e          |
| vespa                                           | *utti            |
| aigua                                           | *okko            |
| blanc                                           | *p’o-            |
| esposa                                          | *t’ɨ̃po           |
| vent                                            | *wĩno            |
| dona                                            | *t’õmi-          |
| picot                                           | *kone            |
| moniato                                         | *jãp’o           |
| vosaltres                                       | *mɨ-tja          |